# Al IX-lea amendament la Constituția Statelor Unite ale Americii
Al IX-lea amendament la Constituția Statelor Unite abordează acele drepturi păstrate de popor care nu sunt enumerate în mod explicit⁠(d) în Constituție. Parte din Legea drepturilor, amendamentul a fost introdus în 
timpul redactării textului, deoarece părinții fondatori erau îngrijorați de posibilitatea ca generațiile viitoare să susțină că din moment ce un anumit drept nu este cuprins în Bill of Rights, acesta nu există. Totuși, cel de-al nouălea amendament a fost rareori citat în dreptul constituțional al Statelor Unite și, până în 1980, a fost adesea considerat „uitat” sau „irelevant” de mulți academicieni din domeniul juridic.

## Textul
Amendamentul, așa cum a fost propus de Congres în 1789 și ratificat ulterior sub această formă, este următorul:
| “ | Enumerarea în Constituție a anumitor drepturi nu trebuie interpretată ca negând sau nesocotind altele care sunt păstrate de popor. | ” |

### Cărți
- Barnett, Randy E. (2005). Restoring the Lost Constitution: The Presumption of Liberty. Princeton, NJ: Princeton University Press. ISBN 0-691-12376-4.
- Farber, Daniel A. (2007). Retained by the People: The "Silent" Ninth Amendment and the Constitutional Rights Americans Don't Know They Have. Perseus Books Group. ISBN 978-0-465-02298-4.
- Lash, Kurt T. (2009). The Lost History of the Ninth Amendment. Oxford University Press. ISBN 978-0-19-537261-8.

### Articole
- Barnett, Randy. "The Ninth Amendment: It Means What It Says", Texas Law Review, Vol. 85, p. 1 (2006).
- Barnett, Randy. "Kurt Lash's Majoritarian Difficulty", Stanford Law Review, Vol. 60 (2008).
- Lash, Kurt. "The Lost Original Meaning of the Ninth Amendment", Texas Law Review, Vol. 83 (2004).
- Lash, Kurt. "The Lost Jurisprudence of the Ninth Amendment", Texas Law Review, Vol. 83 (2005).
- Lash, Kurt. "A Textual-Historical Theory of the Ninth Amendment", Stanford Law Review, Vol. 60, p. 906 (2008).
- McConnell, Michael. "The Ninth Amendment in Light of Text and History", Cato Supreme Court Review 13 (2009–2010).
- Williams, Ryan. "The Ninth Amendment as a Rule of Construction", Columbia Law Review, Vol. 111, p. 498 (2011).